# Гай Фабий Хадриан
Гай Фабий Хадриан (на латински: Gaius Fabius Hadrianus) e политик на Римската република през 1 век пр.н.е. по време на Втората гражданска война на Сула.
Той е претор през 84 пр.н.е. Между 84 – 82 пр.н.е. е управител на римската провинция Африка. Хадриан е привърженик на популарите, на Гай Марий Младши. През 84 пр.н.е. Квинт Цецилий Метел Пий, привърженик на Сула, пристига в Северна Африка и в Нумидия се съюзява с Hiarbas, претендент за трона в Нумидия. Хадриан скоро след това е убит.